# Space Launch Complex 17
| Space Launch Complex 17  | Space Launch Complex 17      |
| ------------------------ | ---------------------------- |
| Blick auf Startplatz 17B |                              |
| Koordinaten              | 28° 26′ 47″ N, 80° 33′ 55″ W |
| Typ                      | Orbital Launch Site          |
| Betreiber                | US Air Force NASA            |
| Baubeginn                | 1956                         |
| Launch Pads              | 2 (17A, 17B)                 |
| Min. Inklination         | 28°                          |
| Max. Inklination         | 57°                          |
| Raketen                  | Thor, Delta                  |
| Erster Start             | 26. Januar 1957              |
| Letzter Start            | 10. September 2011           |
| Status                   | umgewidmet                   |
| CCAFS                    |                              |

Der Space Launch Complex 17 (SLC-17, ehemals Launch Complex 17, LC-17) war ein Startkomplex der Cape Canaveral Air Force Station (heute CCSFS) auf Merritt Island, Cape Canaveral in Florida, USA und bestand aus den beiden Startrampen SLC-17A und SLC-17B.
Mit über 300 Raketenstarts seit Ende der 1950er Jahre war SLC-17 der mit Abstand meistgenutzte Startkomplex auf Cape Canaveral.
Der Platz dient heute als Entwicklungs- und Testzentrum für die geplanten Mondsonden von Moon Express.

## Geschichte
Ursprünglich wurde dieser Startplatz 1956 für das Erprobungsprogramm der Thor-Mittelstreckenrakete gebaut. Der erste Start fand 1957 von Pad 17B statt und scheiterte. 
Bis in die 1960er Jahre starteten verschiedene Thor Versionen von Launch Complex 17. Außerdem kam in den 1960ern die zivile, von der Thor abgeleitete, Delta-Rakete hinzu. 1965 wurde der Startplatz von der USAF an die NASA übergeben, da er fast nur noch zivil genutzt wurde. 1988 wurde Startplatz 17 jedoch, wahrscheinlich wegen des Beginns der großen Zahl von Delta-Starts mit den militärischen GPS-Navigationssatelliten, an die US-Luftwaffe zurückgegeben. 1996 wurden die bisher rot gestrichenen Montage- und Starttürme in Grau lackiert.
Danach wurde Startkomplex 17 für den Start von Delta-II-Raketen genutzt. Am 17. August 2009 wurde bekannt, dass für die Delta-II-Raketen in Cape Canaveral nur noch Startplatz 17B benutzt werden soll. Am 10. September 2011 fand der letzte Start statt.

## Der Komplex

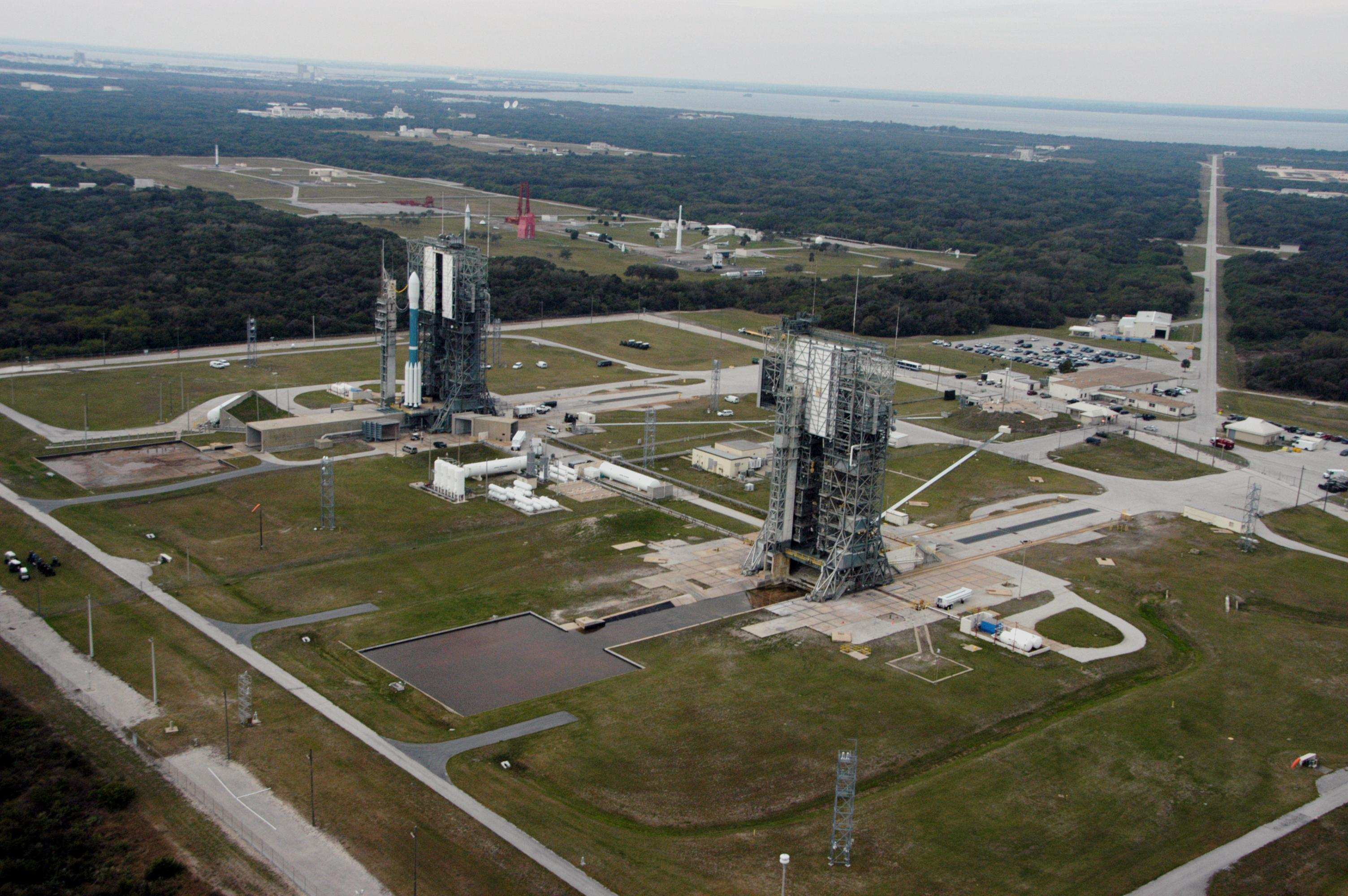
Startkomplex 17. Startplatz 17A (Vordergrund) und 17B mit Delta II 7925-10C Rakete

Der Komplex besteht aus zwei Startrampen: 17A und 17B. Beides sind Betonstarttische mit einem Flammablenkkanal, auf dem sich ein Metall-Startturm befindet. Zu den Startplätzen gehört jeweils ein fahrbares Metallgerüst, der Montageturm, der dazu dient, die Raketen auf dem Starttisch zusammenzusetzen. Ist die Rakete montiert, entfernt er sich vom Starttisch, und die Rakete wird gestartet. Startplatz 17B wurde zwischenzeitlich umgebaut und konnte auch (im Gegensatz zu Startplatz 17A) die Delta II Heavy und Delta III mit ihren größeren Feststoffboostern starten. Am 12. Juli 2018 wurden die beiden Türme nach einer kontrollierten Sprengung beseitigt.

## Startliste
- Liste der Starts vom Space Launch Complex 17